# Ernst Christian Hesse
Ernst Christian Hesse (Großengottern, 14 aprile 1676 – Darmstadt, 16 maggio 1762) è stato un violista e compositore tedesco.

## Biografia
Frequentò la scuola a Langensalza ed Eisenach, studiò giurisprudenza a Giesen, poi viola da gamba a Darmstadt.
Nel 1692, all'età di 16 anni, si esibì per il langravio Ernesto Luigi d'Assia-Darmstadt, che lo ingaggiò presso la sua corte.
Il langravio lo mandò poi a studiare ulteriormente a Parigi, sotto i due principali compositori-interpreti del momento, Marin Marais e Antoine Forqueray. Ma Marais e Forqueray erano acerrimi rivali, e Hesse non poteva studiare sotto entrambi - almeno, non sotto lo stesso nome. Per questo, si chiamava con il suo vero nome Hesse per uno degli insegnanti, e "Sachs" per l'altro. Il piano crollò quando i due insegnanti rivali scelsero di mettere in mostra i loro alunni migliori in una competizione pubblica, senza rendersi conto che fosse lo stesso allievo. Hesse era in grado di accontentare entrambi i maestri giocando a turno nei loro stili, e questo portò ad un riavvicinamento tra loro.
Hesse si esibì poi come virtuoso in tutta Europa, diventando amico di Johann Mattheson e George Frideric Handel, e forse studiò sotto Antonio Vivaldi a Mantova.
La domenica di Pasqua, 8 aprile 1708, a Roma, fu molto probabilmente Hesse a interpretare l'impegnativo assolo di viola da gamba alla prima dell'oratorio La resurrezione (HWV 47) di Handel sotto Arcangelo Corelli.
Tornò a Darmstadt nel 1708, dove nel 1713 sposò il soprano Johanna Elisabeth Doebricht, sua terza moglie. Divenne maestro di cappella a Vienna, dove soggiornò fino al 1719.
Fu anche nominato commissario di guerra e consigliere di guerra ("Secretar der Kriegs- und französischen, auch anderer ausländischen Affairen": ministro della Guerra, francese e affari esteri).
Tornò a Darmstadt, dove morì nel 1762, all'età di 86 anni.
La maggior parte delle sue composizioni (opere, sonate, musica sacra) sono perse,  ma un'opera e alcuni pezzi di viola da gamba sono esistenti, e ci sono alcune registrazioni della sua musica.
Le sue prime due mogli, Katharina Magdalena Merck e Anna Katharina Merck, sorellastre, erano figlie del farmacista della corte reale.
Dalle sue ultime due mogli ebbe 18 (o 20) figli. Suo figlio Ludwig Christian Hesse divenne un virtuoso di viola da gamba, collaboratore di Carl Philipp Emanuel Bach, che scrisse pezzi per lui.
Il suo unico altro allievo era Johann Christian Hertel.